# قورس مونبلييه
قورس مونبلييه أو سمفوطن بطراون هو نوع من النباتات يتبع جنس القورس من الفصيلة الربيعية. سمي هذا النوع من النبات نسبة إلى مدينة مونبلييه في جنوب فرنسا.

## معرض صور

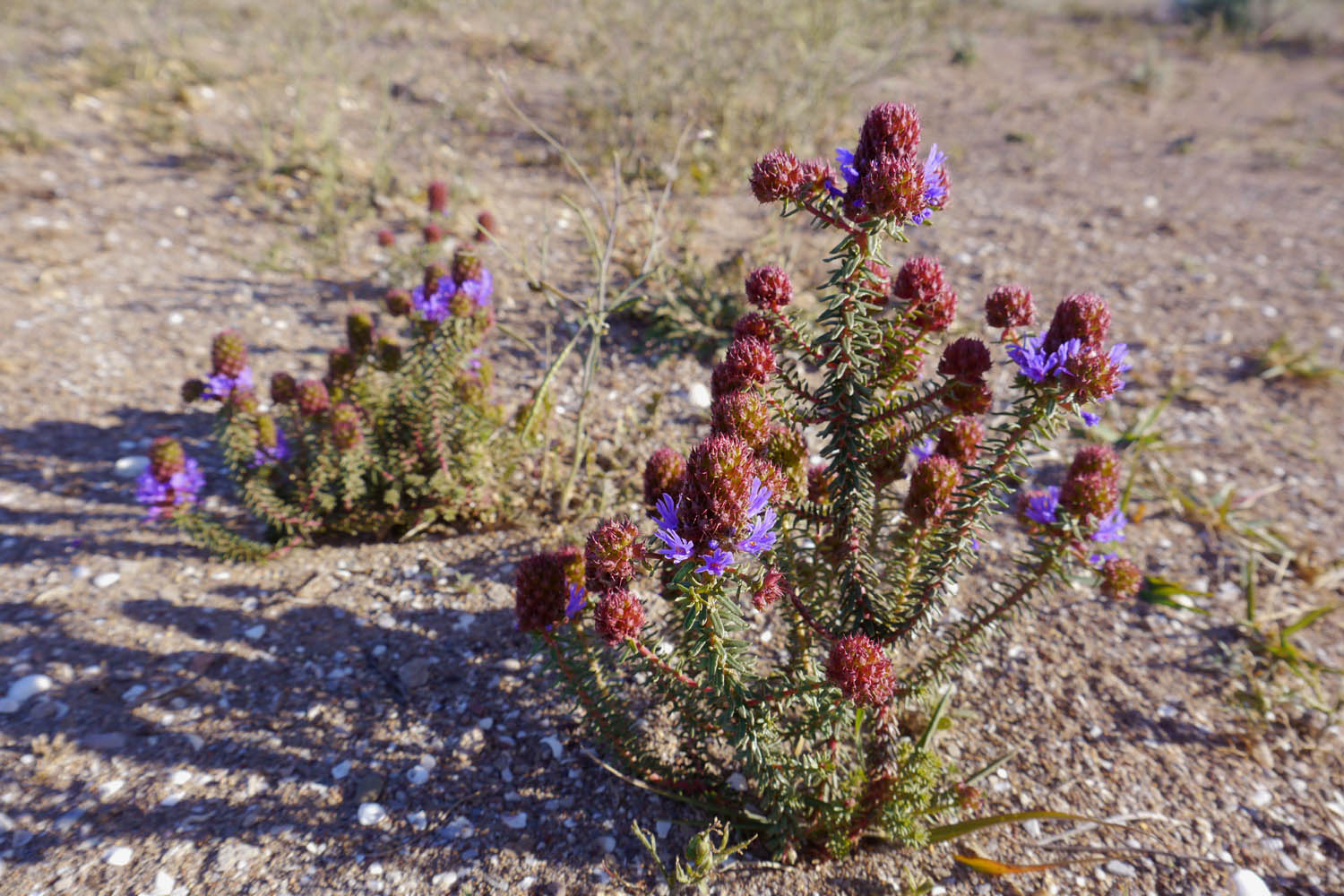
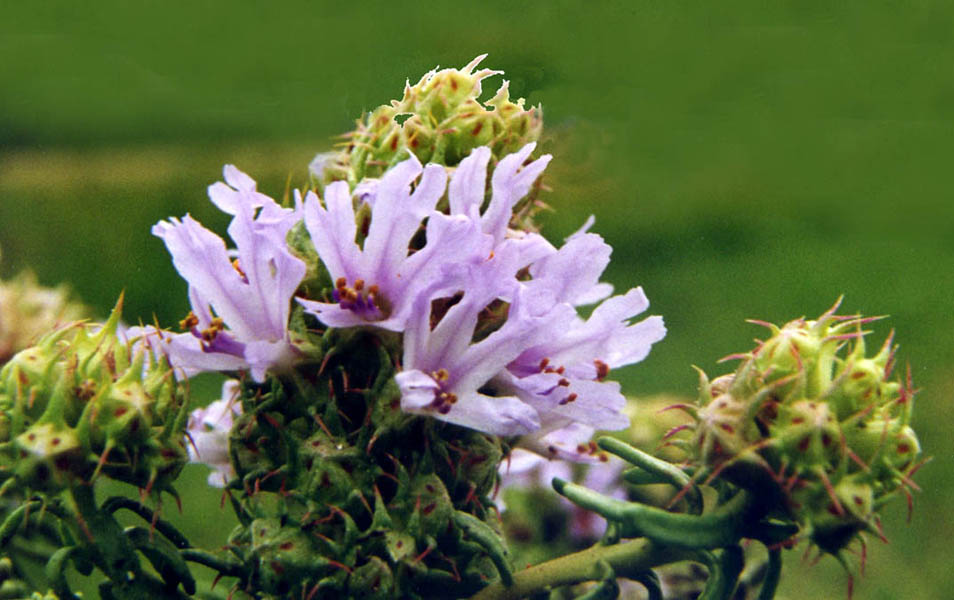
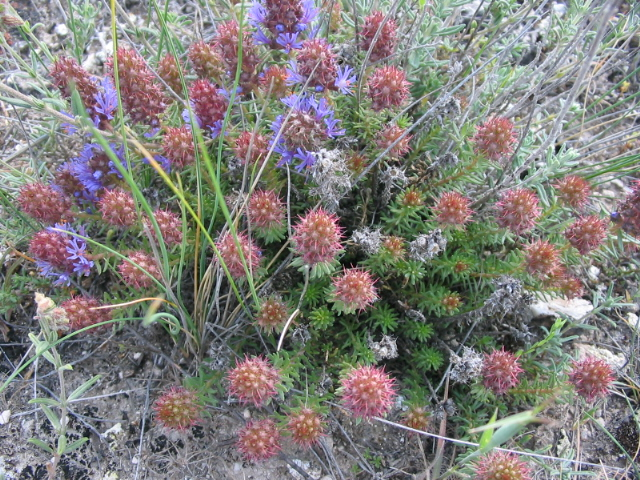
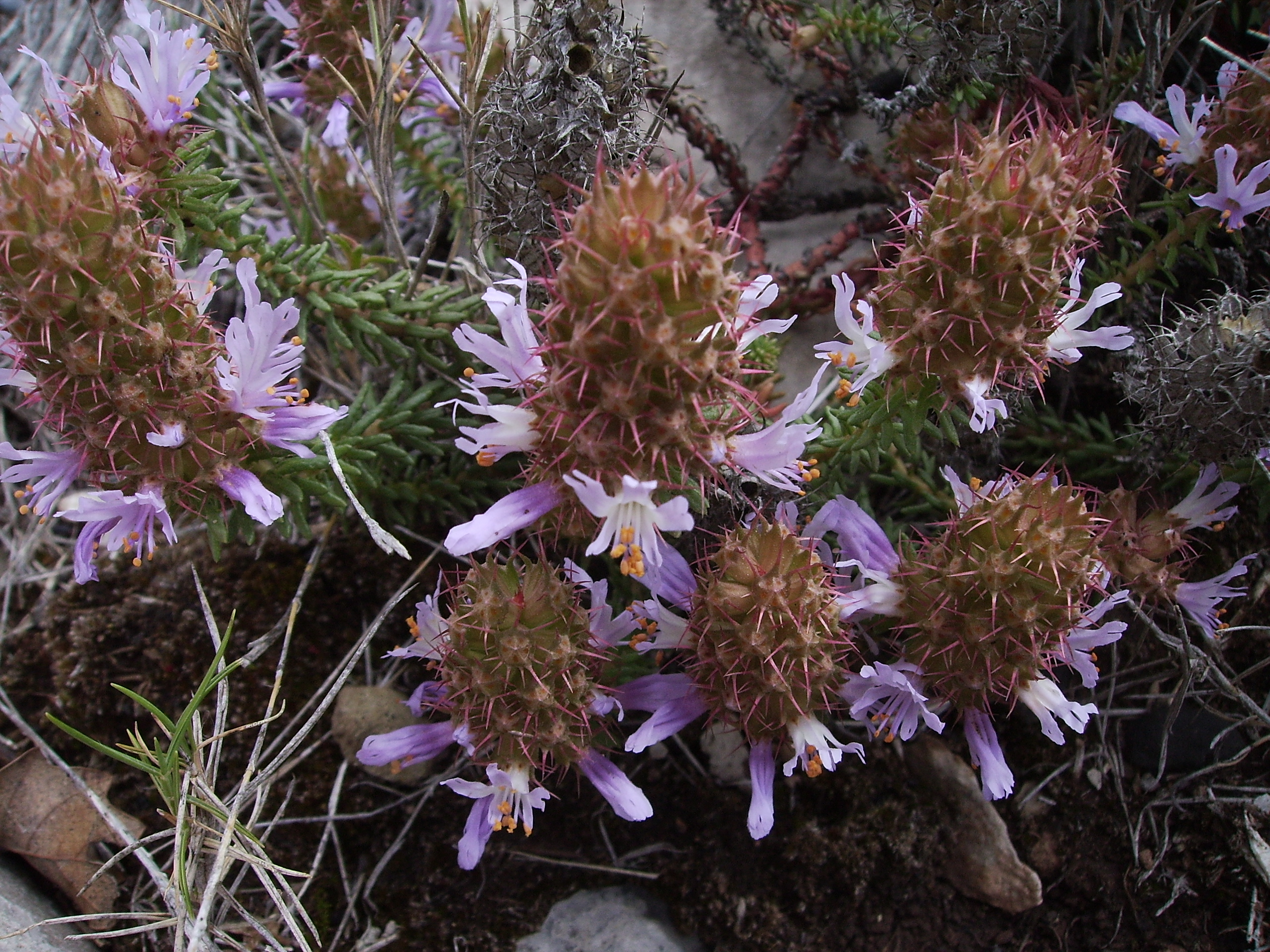
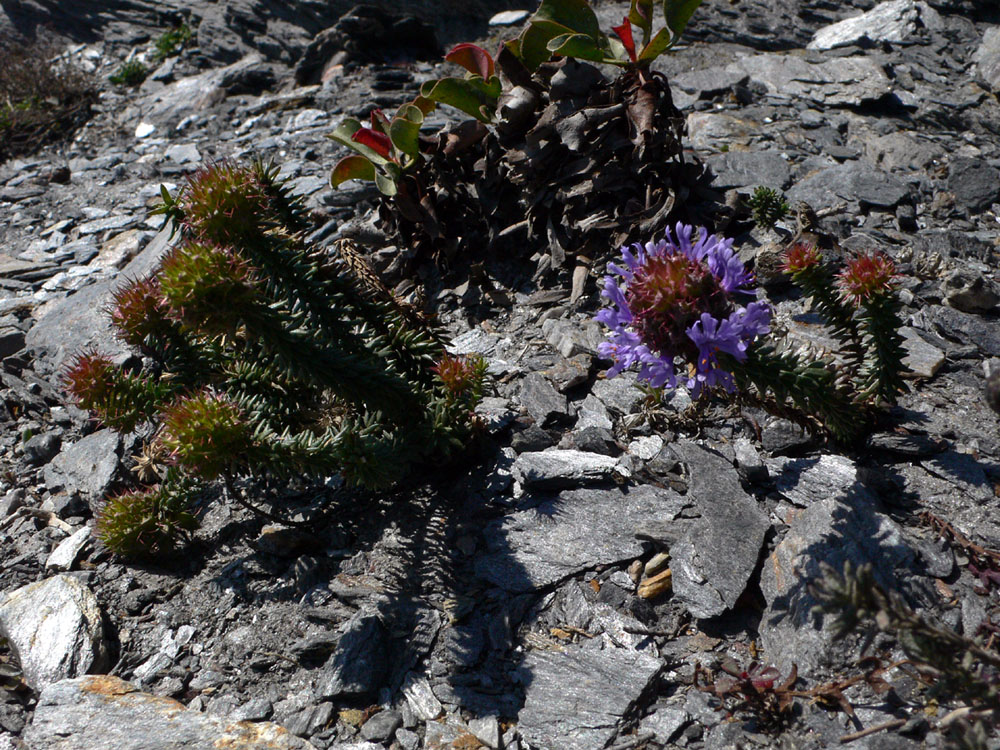